# Arthroleptis pyrrhoscelis
Arthroleptis pyrrhoscelis är en groddjursart som beskrevs av Laurent 1952. Arthroleptis pyrrhoscelis ingår i släktet Arthroleptis och familjen Arthroleptidae. IUCN kategoriserar arten globalt som nära hotad. Inga underarter finns listade i Catalogue of Life.